# Michel Edelin
Pour les articles homonymes, voir Edelin.
Michel Edelin est un flûtiste de jazz français né à Paris le 25 février 1941.

## Biographie
Autodidacte, il se fait connaître par sa participation à l’unique enregistrement du groupe de rock progressif Triode.
Dans les années 1980, il crée ses propres groupes : un sextet « Flûtes Rencontre » avec François Couturier, François Méchali, Christian Lété, Denis Barbier et Jean Querlier. Puis un quartet au sein duquel figurent Mico Nissim, Andy Emler, François Méchali, Peter Gritz, François Verly, Fredy Studer. Un nonet en collaboration avec François Méchali dans lequel on retrouve des membres de son quartet ainsi que Yochk’o Seffer, Michel Godard, Philippe Legris, Maurice Magnoni, Philippe Maté, Jacques Di Donato, Tony Lakatos, Jean-François Canape, Jean Querlier, Jef Sicard, Jean-Marc Larché.
Dans les années 1990, il est l’invité du quintet du flûtiste Dave Valentin à l’occasion de sa tournée européenne (festivals de Sète, de Vienne, de Montreux).
Il participe au « Flute Europe Express » de Jérôme Bourdellon avec Barry Altschul, François Méchali et Jiri Stivin.
Il crée un nouveau quartet avec Jacques Di Donato, Jean-Jacques Avenel et Simon Goubert.
Dans les années 2000, parution d’un disque en duo avec François Méchali,
Enregistrement d’un autre duo avec le flûtiste portugais Carlos Bechegas,
Création d’un trio avec John Betsch et Jean-Jacques Avenel
Quintet avec Jacques Di Donato, François Couturier, François Méchali et Daniel Humair qui enregistre deux disques.
Il intègre le groupe « Waraba » de Jean-Jacques Avenel avec Yakhouba Sissokho, Lansiné Kouyaté et Moriba Koïta. Il joue fréquemment dans les orchestres constitués par Steve Potts où il retrouve Sophia Domancich, Stéphane Kérecki, Bruno Rousselet, Thomas Savy, Michael Felberbaum, Richard Portier ainsi que des musiciens jouant dans ses propres groupes.
D’autres événements ponctuels l’associent à Bénédicte Alexandre-Gil, Thierry Balasse, Jean Bolcato, Jeff Boudreaux, Jean-Luc Cappozzo, Manu Codja, Philippe Deschepper, Eric Groleau, Chris Hayward, Kristof Hiriart, Alain Jean-Marie, David Jisse, François Laizeau, Byard Lancaster (en), Serge de Laubier, Malik Mezzadri, Phil Minton, André Minvielle, Adam Nessbaum, Ronnie Lynn Patterson, Barre Philips, Larry Schneider, Hervé Sellin, Olivier Sens, Wilfried Wedling, Louis Winsberg, Camel Zekri, Joëlle Léandre…
Il invite la flûtiste Nicole Mitchell et l’altiste Steve Lehman à rejoindre son trio pour le festival Sons d'hiver. Steve Lehman participe également au « Dolphy Spirit » dans lequel les trois instruments du musicien de référence sont représentés : sax alto, flûte et clarinette basse (Thomas Savy).
Steve Lehman est également le « special guest » de « Kuntu », le disque du Michel Edelin Trio.
Nicole Mitchell (flûte) et son « Indigo Trio » (Harisson Bankhead et Hamid Drake) invite Michel Edelin pour deux concerts (le Pôle Sud à Strasbourg et le festival de Junas) et un enregistrement pour Rogueart.
En 2013 il crée « Flute Fever » réunissant les flûtistes Sylvaine Hélary, Ludivine Issambourg, le contrebassiste Peter Giron et le batteur John Betsch.
En 2014,il est programmé au Vancouver International Jazz Festival dans le cadre de « Spotlight on french jazz » où il joue avec la violoncelliste Tomeka Reid, le contrebassiste Clyde Reed et le batteur Dylan van der Schyff.
Au festival Sons d’Hiver, le tromboniste Steve Swell  est l’invité du quartet qui intègre alors le contrebassiste Stéphane Kérecki. Steve Swell et Michel Edelin joue également en duo au « loft » Rogueart.
De 2015 à 2018 »il rejoint Franca Cuomo et son projet "Snark /"ainsi que "Futura Experience" le groupe d'une douzaine de musiciennes et musiciens réunis par Gérad Terronès et Jean-François Pauvros.
Il crée "Echos d'Henry Cow" un quintet composé de Sophia Domancich, Stéphane Kérecki, Simon Goubert et Sylvain Kassap . Enregistrement pour le label Rogueart avec John Greaves (special guest).
Il enregistre « Peninsula » en duo avec Jérôme Bourdellon.
Il participe au nouveau projet discographique de Simon Goubert « On verra… » (Hélène Labarrière, Sophia Domancich, Emmanuel Bex, Sylvain Kassap, Vincent Le Qang, Mike Ladd, Pierre-Michel Sivadier, Annie Ebrel , Stella Linon-Vander) et à l'enregistrement de "Futura Experience".
2019 – 2021 Parution de" Bucket of Blood" (Steve Potts/Michel  Edelin) aux éditions Lenka Lenta (Presses du Réel).
Parution de "Echoes of Henry Cow" (label ROGUEART) et de “Nous verrons » (de Simon Goubert)
Guest pour «  7 Février » de Remi Gaudillat, (disque des "Allumés du Jazz".)
Participation au festival International « Like a Jazz Machine » (Luxembourg) avec le groupe « Echoes of Henry Cow »
Enregistrement de "American Dream ou Vivre Libre" de Franca Cuomo (voix) avec Olivier Sens (electro Système Usine) à la Muse en Circuit, Centre National de Création Musicale. 
Participation à l'enregistrement du disque de Luciano Pagliarini (alto sax) à Paramus (USA New Jersey) avec Joe Fonda (double bass) Lou Grassi (drums) Kenny Wessel (g)
Création d'un trio associant Leila Soldevila (contrebasse) et Ludivine Issambourg (flûtes)
Enregistrement pour Rogueart d'un quintet composé de Steve Swell (trombone USA), Rob Brown (alto sax USA) Peter Giron (double bass) John Betsch (drums) Michel Edelin (flute, alto flute)
Il est l’auteur de «  Ze Blue Note », opéra-théâtre pour quintet et chœur d’enfants également décliné en oratorio sous le titre de « Voices for a Blue note ».

## Discographie

### En tant que sideman
- 1971 – Avec Triode. « On n’a pas fini d’avoir tout vu » (Futura Red 03 -), Pierre -Yves Saurin, Pierre Chérèze, Didier Hauck.
- 2003 – Avec Carlos Bechegas, « Open Frontiers » (Forward Rec.)
- Avec Jean-Jacques Avenel, « Waraba » (Songlines recordings), Yakhouba Sissokho, Lansiné Kouyaté, Moriba, Koïta
- 2011- Avec Nicole Mitchell et Indigo Trio, « The Ethiopian Princess meets The Tantric Priest » (Rogueart), Harisson Bankhead, Hamid Drake.

° 2019 - Futura Experience

### En tant que co-leader
- 2000 –Avec François Méchali « Le Chant des Dionysies » (Charlotte Prod.)

### En tant que leader
- 1980 – « Flutes Rencontre » (Marge 15), Denis Barbier, Jean Querlier, François Couturier, François Méchali, Christian Lété
- 1988 – « Un vol d’Ibis » (Open), Mico Nissim, François Méchali, Peter Gritz
- 1992 – « Ze Blue Note » (ADDA), Chœur de scène du CREA direction Didier Grojsman, Jean-Marc Larché, François Couturier, François Méchali, Peter Gritz, Jean-Marc Popower.
- 1995 – « Déblocage d’émergence » (AA Records), Jacques Di Donato, Jean-Jacques Avenel, Simon Goubert
- « Roud about les Parapluies de Cherbourg » (Charlotte Prod.), Jacques Di Donato, François Couturier, François Méchali, Daniel Humair
- 2002 – « Et la Tosca passa » (Charlotte Prod.), Jacques Di Donato, François Couturier, François Méchali, Daniel Humair.
- 2009 – « Kuntu » (Rogueart), Jean-Jacques Avenel, John Betsch, Steve Lehman
- 2013 – « Resurgence » (Rogueart), Jacques Di Donato, Jean-Jacques Avenel, Simon Goubert
- 2019 – « Echoes of Henry Cow » (Rogueart), Sophia Domancich, Simon Goubert, Sylvain Kassap, Stéphane Kerecki (avec invité John Greaves)

## Édition
- Livre-disque :« Vocalises, avant de bien chanter » co-écriture avec Didier Grojsman (Van de Velde)
- Livre-disque : « De l’œil à l’oreille. Les mots de la musique à l’école » (Van de Velde)
- « Fantaisie pour flûte et piano » (Van de Velde).